# Mago (geslacht)
Mago is een geslacht van spinnen uit de familie springspinnen (Salticidae).

## Soorten
De volgende soorten zijn bij het geslacht ingedeeld:
- Mago acutidens Simon, 1900
- Mago chickeringi (Caporiacco, 1954)
- Mago dentichelis Crane, 1949
- Mago fasciatus Mello-Leitão, 1940
- Mago fonsecai Soares & Camargo, 1948
- Mago intentus O. P.-Cambridge, 1882
- Mago longidens Simon, 1900
- Mago opiparis Simon, 1900
- Mago pauciaculeis (Caporiacco, 1947)
- Mago procax Simon, 1900
- Mago saperda Simon, 1900
- Mago silvae Crane, 1943
- Mago steindachneri (Taczanowski, 1878)
- Mago vicanus Simon, 1900